# Југославија на Европском првенству у атлетици на отвореном 1969.
Југославија је учествовала на 9. Европском првенству у атлетици на отвореном 1969. одржаном у Атини, Грчка, од 16. до 21. септембра. Репрезентацију Југославије на њеном деветом учешћу на европским првенствима на отвореном, представљало је 18 атлетичара (13 мушкараца и 5 жена) који су се такмичили у 12 дисциплина (6 мушких и 6 женских).
У укупном пласману Југославија је са 1 освојеном медаљом (бронза) делила последње, 20. место са Норвешком. У табели успешности према броју и пласману такмичара који су учествовали у финалним такмичењима (првих 8 такмичара) Југославија је са 6 учесника у финалу заузела 13. место са 25 бодова.
| Пл. | Земља       | 1. место | 2. место | 3. место | 4. место | 5. место | 6. место | 7. место | 8. место | Бр. фин. | Бодови |
| --- | ----------- | -------- | -------- | -------- | -------- | -------- | -------- | -------- | -------- | -------- | ------ |
| 13. | Југославија | -        | −        | 1 - 6    | 2 − 10   | 1 - 4    | 1 − 3    | 1 - 2    | -        | 6        | 25     |

## Учесници
| Мушкарци: - Ивица Караси — 100 м, 4 х 100 м - Предраг Крижан — 200 м, 4 х 100 м - Лучано Сушањ — 400 м - Јоже Међимурец — 800 м - Данијел Корица — 5.000 м, 10.000 м - Драго Жунтар — 10.000 м - Недељко Фарчић — Маратон - Зоран Мајсторовић — 400 м препоне - Миро Коцуван — 4 х 100 м - Габор Ленђел — 4 х 100 м - Миодраг Тодосијевић — Скок увис - Ненад Стекић — Скок удаљ - Миљенко Рак — Скок удаљ | Жене: - Вера Николић — 800 м - Веселинка Милошевић — 1.500 м - Емина Пилав — 100 м препоне - Снежана Хрепевник — Скок увис - Наташа Урбанчич — Бацање копља |  |

## Освајачи медаља (1)

### Бронза (1)
- Вера Николић — 800 м

## Резултати

### Мушкарци
| Атлетичар           | Дисциплина    | Лични рекорд | Квалификације | Квалификације | Полуфинале           | Полуфинале           | Финале               | Финале  | Детаљи |
| Атлетичар           | Дисциплина    | Лични рекорд | Резултат      | Место         | Резултат             | Место                | Резултат             | Место   | Детаљи |
| ------------------- | ------------- | ------------ | ------------- | ------------- | -------------------- | -------------------- | -------------------- | ------- | ------ |
| Ивица Караси        | 100 м         |              | 11,0          | 8. у гр. 4    | Није се квалификовао | Није се квалификовао | Није се квалификовао | 19 / 28 |        |
| Предраг Крижан      | 200 м         |              | 21,6 КВ       | 2. у гр. 1    | 21,2                 | 6. у гр. 1           | Није се квалификовао | 10 / 21 |        |
| Лучано Сушањ        | 400 м         |              | 48,4          | 5. у гр. 1    | Није се квалификовао | Није се квалификовао | Није се квалификовао | 21 / 24 |        |
| Јоже Међимурец      | 800 м         |              | 1:50,5 КВ     | 5. у гр. 1    | 1:49.6 ЛРС           | 6. у гр. 1           | Није се квалификовао | 10 / 21 |        |
| Данијел Корица      | 5.000 м       |              |               |               |                      |                      | 13:51,4 ЛРС          | 5 / 13  |        |
| Данијел Корица      | 10.000 м      |              | 29:16,0       | 10 / 16       |                      |                      |                      |         |        |
| Драго Жунтар        | 10.000 м      |              | 28:46,0 ЛРС   | 4 / 16        |                      |                      |                      |         |        |
| Недељко Фарчић      | Маратон       |              | 2:35:57,0 ЛР  | 17 / 27 (32)  |                      |                      |                      |         |        |
| Зоран Мајсторовић   | 400 м препоне |              | 52,8          | 5. у гр. 2    |                      |                      | 17,74                | 13 / 16 |        |
| Миро Коцуван        | 4 х 100 м     |              | 40,0 КВ       | 2. у гр. 2    | 39,72                | 7 / 10               |                      |         |        |
| Габор Ленђел        | 4 х 100 м     |              | 40,0 КВ       | 2. у гр. 2    | 39,72                | 7 / 10               |                      |         |        |
| Ивица Караси        | 4 х 100 м     |              | 40,0 КВ       | 2. у гр. 2    | 39,72                | 7 / 10               |                      |         |        |
| Предраг Крижан      | 4 х 100 м     |              | 40,0 КВ       | 2. у гр. 2    | 39,72                | 7 / 10               |                      |         |        |
| Миодраг Тодосијевић | Скок увис     |              | 2,08 КВ, ЛРС  | 15.           | 2,08 =ЛРС            | 10 / 23              |                      |         |        |
| Ненад Стекић        | Скок удаљ     |              | 7,35 КВ, ЛРС  | 11.           | 7,78 ЛРС             | 10 / 25              |                      |         |        |
| Миљенко Рак         | Скок удаљ     |              | 7,15 ЛРС      | 22.           | Није се квалификовао | 22 / 25              |                      |         |        |

### Жене
| Атлетичарка         | Дисциплина    | Лични рекорд | Квалификације | Квалификације | Полуфинале            | Полуфинале   | Финале        | Финале  | Детаљи |
| Атлетичарка         | Дисциплина    | Лични рекорд | Резултат      | Место         | Резултат              | Место        | Резултат      | Место   | Детаљи |
| ------------------- | ------------- | ------------ | ------------- | ------------- | --------------------- | ------------ | ------------- | ------- | ------ |
| Вера Николић        | 800 м         |              | 2:04,2 КВ     | 1. у гр. 2    |                       |              | 2:02,6 ЛРС    |         |        |
| Веселинка Милошевић | 1.500 м       |              | 4:36,9 ЛР     | 10. у гр. 2   | Нису се квалификовале | 21 / 21 (22) |               |         |        |
| Емина Пилав         | 100 м препоне |              | 14,9 КВ       | 4. у гр. 3    | Нису се квалификовале | 14,8         | 7. у гр. 1    | 14 / 18 |        |
| Снежана Хрепевник   | Скок увис     |              | 1,74 КВ       | 13.           |                       |              | 1,77 ЛРС      | 6 / 23  |        |
| Наташа Урбанчич     | Бацање копља  |              |               |               |                       |              | 55,68 КВ, ЛРС | 4 / 10  |        |